# Заземяване
Заземяването е електрическо съединение на определено устройство със земята. Заземяването се състои от „заземител“ (част от електрическата мрежа, непосредствено свързана със земята) и заземяващ проводник, съединяващ заземяваното устройство със заземителя. Заземителят може да бъде прост метален кабел (най-често меден) или сложен комплекс от елементи със специална форма.

## История
Нуждата от допълнителен проводник, който да „връща“ електричеството се появява още през 1820 г., след изобретяването на телеграфа. Томас Едисон, след патентоването на електрическата електропреносна система през 1879 г., предлага и свързването на електрическите проводници към земя. Заземяването навлиза и в радиокомуникациите след навлизането им през 20-те години на двадесети век. Практически заземяването е с цел създаване на връзка между тоководещ проводник или част, предаваща или приемаща антена чрез земя (нулев потенциал).

## Видове заземители
- Единичен заземител
- Група от заземители
- Заземителна мрежа
- Заземителна плоча

## Устройство на заземяването
В България изискванията към заземяването и неговото устройство са регламентирани в Правила за устройство на електроинсталациите.

### Грешки при заземяването
Понякога като заземител се използват водопроводни тръби, но това заземяване не е сигурно. Във водопроводната система може да има „непроводящи“ елементи (например пластмасови тръби), или нарушен електрически контакт между тръбите вследствие на корозия и др.

## Заземяване на уреди
Уредите с метален корпус задължително трябва да се заземяват, като се включват към мрежата само чрез заземени контакти.

### Заземяване при неизправно електрооборудване
Доброто заземяване е изключително важен фактор. Ако изолацията на включения уред с метален корпус е нарушена, то корпусът може да се окаже под електрическия потенциал на фазата и при отсъствие на заземяване това не може да се установи. Съприкосновението с такъв неизправен уред може да доведе до смърт. Ако металният корпус на електрическия уред е заземен, то при възникването на електрически контакт между фазовия проводник и корпуса може да се случи следното:
- Ако уредът е включен в електрическата мрежа чрез дефектнотокова защита, тя реагира дори и при незначителен утечен ток (обикновено прагът на чувствителност е 10 mA или 30 mA), и незабавно изключва неизправния участък от мрежата.
- Ако няма дефектнотокова защита, неизправният участък може да се изключи само от предпазител, и то само ако силата на тока във фазата превиши прага му на задействане. Фактически предпазителят се задейства при много голям ток, докато при по-слаби утечни токове той не прекъсва фазата, т.е. не изключва повредения участък.